# Чебенлинский сельсовет
Чебенлинский сельсовет — административно-территориальная единица и муниципальное образование в Альшеевском районе Республики Башкортостан Российской Федерации.
Согласно «Закону о границах, статусе и административных центрах муниципальных образований в Республике Башкортостан» наделено статусом сельского поселения.

## История
2006 год
Закон Республики Башкортостан «Об изменениях в административно-территориальном устройстве
Республики Башкортостан, изменениях границ и преобразованиях муниципальных образований в Республике Башкортостан», ст. 1, ч.144 (часть сто восемьдесят восьмая введена Законом РБ от 21.06.2006 № 329-з) гласил:

144. Изменить границы Нижнеаврюзовского и Чебенлинского сельсоветов Альшеевского района согласно представленной схематической карте, передав часть территории площадью 2,8 га Нижнеаврюзовского сельсовета Альшеевского района в состав территории Чебенлинского сельсовета Альшеевского района

.

## Население
| 2002 | 2009  | 2010 | 2012 | 2013 | 2014 | 2015 |
| ---- | ----- | ---- | ---- | ---- | ---- | ---- |
| 1138 | ↗1162 | ↘892 | ↘796 | ↘738 | ↘689 | ↘632 |
| 2016 | 2017  | 2018 | 2019 | 2020 |      |      |
| ↘603 | ↘580  | ↘574 | ↘541 | ↘503 |      |      |

## Состав сельского поселения
| № | Населённый пункт | Тип населённого пункта       | Население |
| - | ---------------- | ---------------------------- | --------- |
| 1 | Чебенли          | село, административный центр | ↘290      |
| 2 | Тюбетеево        | деревня                      | ↘287      |
| 3 | Сарышево         | деревня                      | ↘180      |
| 4 | Каменка          | деревня                      | ↘54       |
| 5 | Кызыл Юл         | деревня                      | ↘50       |
| 6 | Кункас           | деревня                      | ↘31       |